# Смертна кара

Застосування смертної кари:
Скасована за всі злочини: 109
Скасована за всі злочини за винятком особливих обставин (наприклад, злочини в часи війни) і не застосовується понад 14 років: 7
Збережена законодавчо, але не використовується понад 10 років: 25
Збережена законодавчо і на практиці: 54

Сме́ртна ка́ра (стра́та) — вид кримінального покарання, яке полягає у позбавлені людини життя, що вчинила тяжкий або особливо тяжкий злочин, що передбачено законодавством держави і яке здійснюють згідно з вироком суду або за рішенням інших державних чи військових органів.
У сучасному світі смертна кара в багатьох країнах скасована на законодавчому рівні або її не використовують тривалий термін, у деяких державах зберігається як міра покарання за особливо тяжкі злочини. Проте існують країни, де смертну кару доволі широко застосовують (наприклад, у КНР, Ірані та США).

## Історія
Смертна кара є одним із найдавніших видів покарання, що виникла в ході реалізації принципу таліону — вбивство людиною іншої людини каралось смертю вбивці. Крім того, важливу роль зіграв і діючий у багатьох соціумах принцип кровної помсти.
Майже всі суспільства людства на певній стадії свого розвитку застосовували смертну кару до кримінальних і політичних злочинців. «Руська Правда», як і «варварські правди», не передбачала смертної кари. Спроби її запровадження у Київській Русі робилися, але не прижилися. Найвищою, винятковою мірою покарання було вигнання («поток і розграбленіє»), яке не виключало загибелі засудженого, бо на вигнанця не поширювався захист закону. Систематичне застосування смертної кари в Україні почалося у Литовський період її історії («Судібник» Казимира IV Ягеллончика 1468 р. та «Статут Литовський» 1529 р.).
У багатьох сучасних суспільствах смертна кара була скасована, в тому числі і в Україні. Деякі країни скасували смертну кару за винятком особливих обставин, таких як, наприклад, зраду під час військових дій. В інших країнах смертна кара була скасована на практиці, але законодавчо все ще залишається найвищою мірою покарання. Такі держави, як Китай, США та інші зберегли смертну кару за злочини, окремо визначені законодавством.
Деякі правозахисні організації, такі як «Amnesty international», вважають, що смертна кара є найгіршим проявом недотримання прав людини, характеризують як жорстоку та нелюдську кару. Смертна кара ними розцінюється як грубе порушення права на життя, що було закріплене в багатьох міжнародних договорах.
У країнах, які практикують смертну кару, метод страти визначається законодавчо. Традиційно найпоширеніші види смертної кари: повішення, розстріл, обезголовлювання. У США з 20-го століття стали дуже поширеними також електричний стілець і смертельна ін'єкція.
Ставлення до смертної кари не є одностайним у багатьох суспільствах — там, де вона практикується, шириться рух за її скасування; у країнах, де вона скасована, існує певна кількість прихильників її відновлення.
Усюди скасовували смертну кару виходячи з гуманістичних принципів, а не внаслідок народного волевиявлення. В жодній країні Європи, де було скасовано смертну кару, з цього приводу не було проведено референдуму, і в усіх цих країнах на момент скасування згідно з опитуваннями більшість населення підтримувало збереження такого виду покарання.

## Смертна кара в Україні

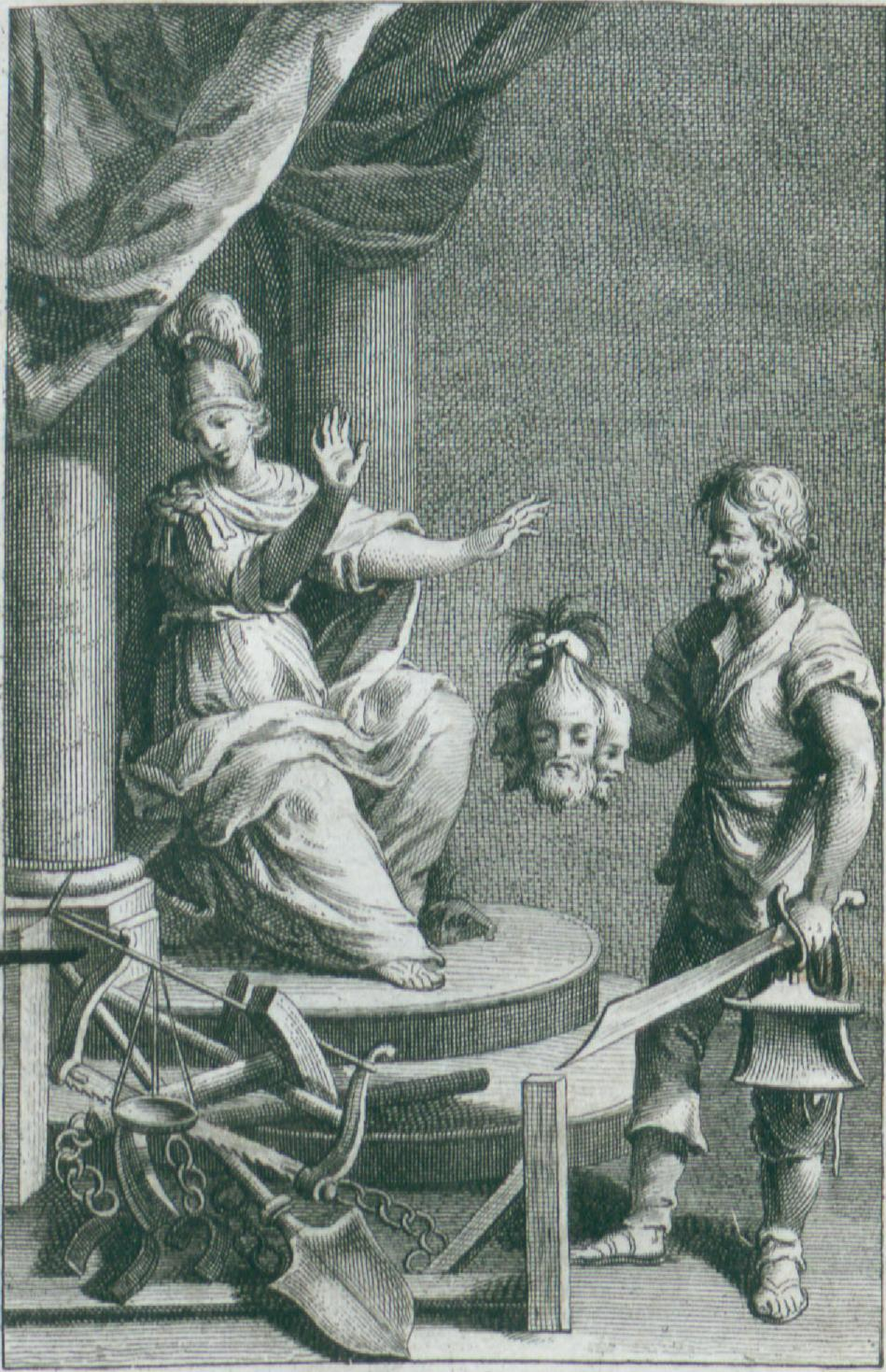
Ілюстрація до трактату Чезаре Беккаріа, Про злочини і покарання

Відсутність смертної кари є обов'язковою умовою для перебування держави в Раді Європи. Це стало однією з причин скасування смертної кари в Україні, де мораторій на виконання смертних вироків уперше почав діяти в 1995 році, незадовго до вступу в цю міжнародну організацію. Проте через кілька місяців смертні вироки знову продовжили виконувати, дійшовши висновку, що рішення про мораторій було прийнято без дотримання належної процедури. Такий стан речей міг призвести до виключення України з Ради Європи, але в 1997 році мораторій на виконання смертних вироків знову почав діяти, і з тих пір в Україні вже ніколи нікого не страчували. 29 грудня 1999 року Конституційний Суд України визнав, що смертна кара суперечить Конституції України, чим остаточно закрив шлях до її відновлення. У зв'язку з цим, у 2000 році Верховна Рада України внесла зміни до Кримінального кодексу України, якими остаточно вилучила поняття «смертна кара» з офіційного списку кримінальних покарань України.
Видом смертної кари, який застосовувався раніше в новітній Україні, завжди був розстріл, як і в усіх інших державах, що утворились у результаті розпаду СРСР.

## Смертна кара в сучасному світі
Зазвичай у демократичних країнах смертній карі передує доволі тривалий судовий процес на різних рівнях судової системи, обвинуваченому надаються широкі можливості для подачі апеляцій. Подекуди час між винесенням вироку та його виконанням (або помилуванням, або природною чи іншою смертю засудженого) обчислюється роками чи навіть десятиліттями. Наприклад, громадянин Сполучених Штатів Америки Джек Олдермен був засуджений до смерті за вбивство своєї дружини 14 червня 1975 року коли йому було 24 років, а вирок суду був реалізований лише 16 вересня 2008 року в віці 57 років, більш ніж через 33 роки.
Право виконати страту надається лише певному кваліфікованому спеціалісту, що виступає представником держави під час виконання покарання, що має відбуватись в суворо визначений час, в іншому випадку ця дія розглядається такою що не відповідає букві закону та за нею наступає юридична відповідальність.
Сьогодні[коли?], за загальним правилом, вирок суду виконується непублічно, кримінально-виконавчим законом встановлюється чіткий перелік осіб, що можуть бути присутніми під час страти.
Існують багато випадків, коли смертна кара може бути замінена довічним ув'язненням або тривалим терміном позбавлення волі за відповідним рішенням суду. Засуджений також може отримати помилування від вищої посадової особою держави або штату (президентом, монархом, головою уряду, тощо).
Після закінчення Другої світової війни в світі з кожним роком все чіткіше спостерігається тенденція до скорочення застосування і повного скасування смертної кари. Важливу роль в цьому зіграли норми ст. 3 і 5 Загальної декларації прав людини, прийнятої Генеральною Асамблеєю ООН 10 грудня 1948 року, які передбачають, що кожна людина має право на життя і що ніхто не може бути піддано катуванню або жорстокому, нелюдському та такому, що принижує його гідність, поводження і покарання. До того ж, Генеральна Асамблея ООН неодноразово своїми Резолюціями (наприклад: Резолюція № 2393, та Резолюція № 2857), а також другим факультативним протоколом до Пакту про громадянські і політичні права, прийнятим Генеральною Асамблеєю ООН 15 грудня 1989 року рекомендувала скасувати смертну кару.
Звіт «Amnesty international» 2015 року зазначає, що на мапі світу існує 140 держав, що повністю скасували страту або в яких вона не застосовується на практиці, тобто більше двох третіх країн Землі. У 2015 році 4 країни світу (Мадагаскар, Фіджі, Республіка Конго та Суринам) скасували смертну кару за всі злочини. Також у Монголії був прийнятий новий Кримінальний кодекс, що скасовує страту наприкінці 2016 році. Заміни смертних кар або помилування у 2015 році були зафіксовані в 34 країнах. Дана організація зафіксувала винесення як мінімум 1998 смертних вироків в 61 країні. У кінці цього ж року як мінімум 20 292 людини знаходились в темницях смертників. У світі використовувались наступні способи смертної кари: відтинання голови, повішення, смертельна ін'єкція та розстріл. Як мінімум 9 неповнолітніх (тобто такі, що не мали на час виконання вироку 18 років) були страчені.  В багатьох країнах, де виносили чи приводили в дію смертні рішення, судові процеси не відповідали міжнародним стандартам справедливого судового з'ясування обставин справи. В деяких випадках «чесні признання» давались під тортурами і іншими видами нелюдського поводження (Бахрейн, Ірак, Іран, Китай, Саудівська Аравія і КНДР).
За даними що надає «Amnesty international» 2015 року у світі було страчено 1634 людини в 25 країнах. Відмічається, що це понад 50 % більше порівняно з 2014 роком, в якому дана міжнародна організація зафіксувала проведення 1061 виконання рішень судів в 22 країнах. Особливо підкреслюється, що це рекордна кількість виконання смертних кар за більш ніж 25 років (з 1989 року).  Лідерами застосування смертної кари стали Китай, Іран, Пакистан, Саудівська Аравія та США.
| Країна            | Виконано страт | Виконано страт | Виконано страт |
| Країна            | 2018           | 2019           | 2022           |
| ----------------- | -------------- | -------------- | -------------- |
| КНР               | 1000+          | 1000+          | 1000+          |
| Іран              | 253+           | 251+           | 576+           |
| Саудівська Аравія | 149            | 184            | 196            |
| Ірак              | 52+            | 100+           | 11+            |
| Єгипет            | 43+            | 32+            | 24             |
| США               | 25             | 22             | 18             |
| Пакистан          | 14+            | 14+            | 5              |
| Сомалі            | ?              | 12+            | 6              |
| Південний Судан   | 7+             | 11+            | 5+             |
| Судан             | 2              | 1              | 0              |
| Сінгапур          | 13             | 4              | 11             |
| Ємен              | 4+             | 7              | ?              |
| Бахрейн           | ?              | 3              | 0              |
| Японія            | 15             | 3              | 1              |
| Білорусь          | 4+             | 2+             | 3              |
| Бангладеш         | ?              | 1              | 4              |
| Ботсвана          | 2              | 1              | 0              |
| В'єтнам           | 85+            | ?              | ?              |
| Афганістан        | 3              | 0              | ?              |
| Тайвань           | 1              | 0              | 0              |
| Таїланд           | 1              | 0              | 0              |
| Загалом           | 1673+          | 1648+          | 1284+          |

## Всесвітній день боротьби проти застосування смертної кари
Світ за ініціативою декількох міжнародних правозахисних організацій проводить щороку 10 жовтня Всесвітній день боротьби зі смертною карою. Цього дня у багатьох країнах відбуваються демонстрації, публічні дискусії та семінари, що мають на меті вплинути на владу, з  метою заборони смертної кари, а також для звернення уваги широких верств суспільства до проблеми застосування цього виду покарання.

### Хронологія скасування смертної кари
| Рік  | Країна                                                                                          | Країн за рік | Усього |
| ---- | ----------------------------------------------------------------------------------------------- | ------------ | ------ |
| 1863 | Венесуела                                                                                       | 1            | 1      |
| 1865 | Сан-Марино                                                                                      | 1            | 2      |
| 1877 | Коста-Рика                                                                                      | 1            | 3      |
| 1903 | Панама                                                                                          | 1            | 4      |
| 1906 | Еквадор                                                                                         | 1            | 5      |
| 1907 | Уругвай                                                                                         | 1            | 6      |
| 1910 | Колумбія                                                                                        | 1            | 7      |
| 1928 | Ісландія                                                                                        | 1            | 8      |
| 1948 | Італія                                                                                          | 1            | 9      |
| 1956 | Гондурас                                                                                        | 1            | 10     |
| 1962 | Монако                                                                                          | 1            | 11     |
| 1966 | Домініканська Республіка                                                                        | 1            | 12     |
| 1968 | Австрія                                                                                         | 1            | 13     |
| 1969 | Ватикан                                                                                         | 1            | 14     |
| 1972 | Фінляндія                                                                                       | 1            | 15     |
| 1973 | Швеція                                                                                          | 1            | 16     |
| 1976 | Португалія                                                                                      | 1            | 17     |
| 1978 | Данія, Соломонові Острови, Тувалу                                                               | 3            | 20     |
| 1979 | Кірибаті, Люксембург, Нікарагуа, Норвегія                                                       | 4            | 24     |
| 1980 | Вануату                                                                                         | 1            | 25     |
| 1981 | Кабо-Верде, Франція                                                                             | 2            | 27     |
| 1982 | Нідерланди                                                                                      | 1            | 28     |
| 1985 | Австралія                                                                                       | 1            | 29     |
| 1986 | Маршаллові Острови, Федеративні Штати Мікронезії                                                | 2            | 31     |
| 1987 | Німеччина                                                                                       | 1            | 32     |
| 1988 | Гаїті                                                                                           | 1            | 33     |
| 1989 | Камбоджа, Ліхтенштейн, Нова Зеландія                                                            | 3            | 36     |
| 1990 | Андорра, Ірландія, Мозамбік, Намібія, Румунія, Сан-Томе і Принсіпі, Словаччина, Угорщина, Чехія | 9            | 45     |
| 1991 | Північна Македонія, Словенія, Хорватія                                                          | 3            | 48     |
| 1992 | Ангола, Парагвай, Швейцарія                                                                     | 3            | 51     |
| 1993 | Гвінея-Бісау, Сейшельські Острови                                                               | 2            | 53     |
| 1994 | Палау                                                                                           | 1            | 54     |
| 1995 | Джибуті, Іспанія, Маврикій, ПАР, Сербія, Чорногорія                                             | 6            | 60     |
| 1996 | Бельгія                                                                                         | 1            | 61     |
| 1997 | Непал                                                                                           | 1            | 62     |
| 1998 | Азербайджан, Болгарія, Велика Британія, Вірменія, Естонія, Литва, Польща                        | 7            | 69     |
| 1999 | Канада, Туркменістан                                                                            | 2            | 71     |
| 2000 | Кот-д'Івуар, Мальта, Україна                                                                    | 3            | 74     |
| 2002 | Кіпр, Східний Тимор                                                                             | 2            | 76     |
| 2004 | Бутан, Греція, Самоа, Сенегал, Туреччина                                                        | 5            | 81     |
| 2005 | Мексика, Молдова                                                                                | 2            | 83     |
| 2006 | Грузія, Філіппіни                                                                               | 2            | 85     |
| 2007 | Албанія, Киргизстан, Руанда                                                                     | 3            | 88     |
| 2008 | Узбекистан                                                                                      | 1            | 89     |
| 2009 | Аргентина, Болівія, Бурунді, Того                                                               | 4            | 93     |
| 2010 | Габон                                                                                           | 1            | 94     |
| 2012 | Латвія                                                                                          | 1            | 95     |
| 2015 | Республіка Конго, Мадагаскар, Суринам, Фіджі                                                    | 4            | 99     |
| 2016 | Бенін, Науру                                                                                    | 2            | 101    |
| 2017 | Гвінея, Монголія                                                                                | 2            | 103    |
| 2019 | Боснія і Герцеговина                                                                            | 1            | 104    |
| 2020 | Чад                                                                                             | 1            | 105    |
| 2021 | Казахстан, Сьєрра-Леоне                                                                         | 2            | 107    |
| 2022 | Екваторіальна Гвінея, Папуа Нова Гвінея, Центральноафриканська Республіка                       | 3            | 110    |

## Ритуали смертної кари
- У середньовічній Іспанії публічна страта — автодафе («справа віри») була обставлена дуже пишно і урочисто. Ритуал автодафе включав барвистий хід, героями якого були засуджені, одягнені в спеціальні костюми (сан-беніто), розмальовані зображеннями бісів і язиками полум'я. Попереду процесії несли опудала або намальовані зображення тих засуджених, яким вдалося втекти або померти до страти. Ці опудала (зображення) спалювали так само, як і живих людей.
- У Севільї для спалювання споруджували так звані «кемадеро», по чотирьох кутах якого стояли кам'яні статуї біблейських пророків — до них прив'язували засуджених. У багатьох країнах при зведенні на ешафот (повішення, обезголовлювання) або перед розстрілом били барабани, глашатай урочисто зачитував список злочинів і вирок. Нерідко на стратах своїх політичних супротивників були присутні монархи і вищі сановники держави.
- У Франції за Кодексом Наполеона засудженому за батьковбивство (або за посягання на життя і особу імператора) перед стратою відрубували кисть правої руки. Це положення було скасоване у 1832 році, але ще до 1958 року кримінальний кодекс в Франції передбачав особливий ритуал страти батьковбивці: злочинець повинен був супроводитися до місця страти босоніж, у сорочці, з чорним покривалом на голові.
- У Росії до революції 1917 року публічно сповіщали про виконання кожного смертного вироку. При Сталіні, починаючи з 1930-х років, це стало державною таємницею. У перші роки радянської влади розстріл за вироком суду виконувався органами Наркомату юстиції, ВНК (ГПУ, ОГПУ), часто прямо у дворі цих установ. Розстрілюваних виводили з підвалу вночі, засліплювали фарами вантажівок і відкривали по них вогонь. Шум заведених моторів заглушав постріли. З кінця 1920 року монополія розстрілів належала тільки ОГПУ, а з 1934 року перейшла у відання НКВС (НКДБ, МДБ, МВС, КДБ) СРСР. Страти здійснювалися не публічно, а в підвалах спеціальних розстрільних в'язниць. Звуконепроникні підвали цих в'язниць обладнані спеціальною доріжкою, крокуючи якою засуджений отримує кулю в потилицю і омивається автоматичним пристроєм для змивання крові.
- У нацистській Німеччині безліч смертних вироків через повішення виконувалася в берлінській в'язниці Плотцензее. Засуджених містили в наручниках в підвалі, звідки чиновник приводив їх для страти. Приміщення, де здійснювалася страта, було розділене упоперек чорною завісою, що засмикувалася при її звершенні, але іноді не приховувалася від наступного ув'язненого, який чекав своєї черги на страту. Коли приводили засудженого, прокурор оголошував: «Обвинувачений! Ви засуджені Народною судовою палатою до страти через повішення і зараз кат виконає свій обов'язок». При страті був присутній адвокат засудженого, який не мав права розголошувати хід страти.
- У сучасному Китаї (як і у ряді мусульманських країн Близького Сходу) досі зберігаються традиції публічних страт. За даними Amnesty International, засуджених до смерті іноді провозять на вантажівках вулицями і виставляють для загального огляду на «масових мітингах для виголошення вироків», організовуваних для привертання уваги до ухвалених вироків. На таких мітингах, під час виступів, в яких засуджуються довершені злочини, засуджені до страти стоять з схиленою головою і плакатами, що висять на грудях. Після страти на стінах розклеюються плакати з вказівкою імен засуджених і пред'явлених ним звинувачень; жирний червоний знак на плакаті означає, що смертний вирок приведений у виконання. Нерідко людям дозволяють бути присутнім і при самій процедурі страти, що діє на натовп вельми збудливо, і приводить до різних порушень громадського порядку.

## Екзотичні види смертної кари
Цивілізація удосконалила види страт, які також відрізнялися винахідливістю та оригінальністю.

### Страти Стародавнього Риму

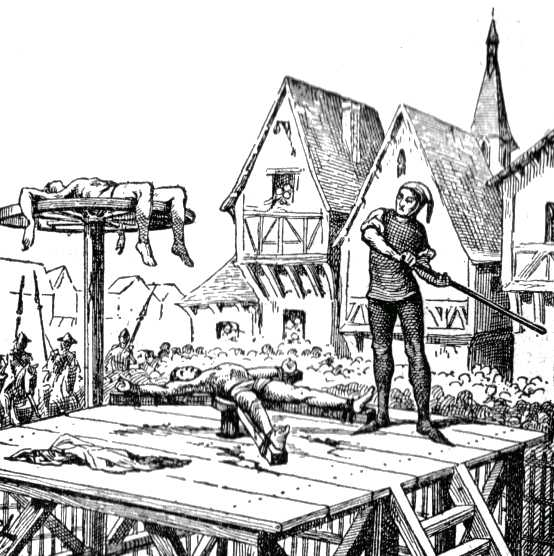
Ламаюче колесо використовувалося в середньовіччі і продовжувало використовуватися до 19-го століття.

Римський імператор Тіберій придумав наступний вид тортур-страт: з наміром напоївши людей доп'яна вином, їм, захмелілим і безпорадним, перев'язували члени, і вони знемагали від затримання сечі. Інший імператор Гай Калігула застосовував перепилювання людини пилкою. Коли подорожчала худоба, якою відгодовували диких звірів для гладіаторських видовищ, Калігула велів годувати звірів злочинцями з в'язниць, не розбираючи ступеня їхньої провини.

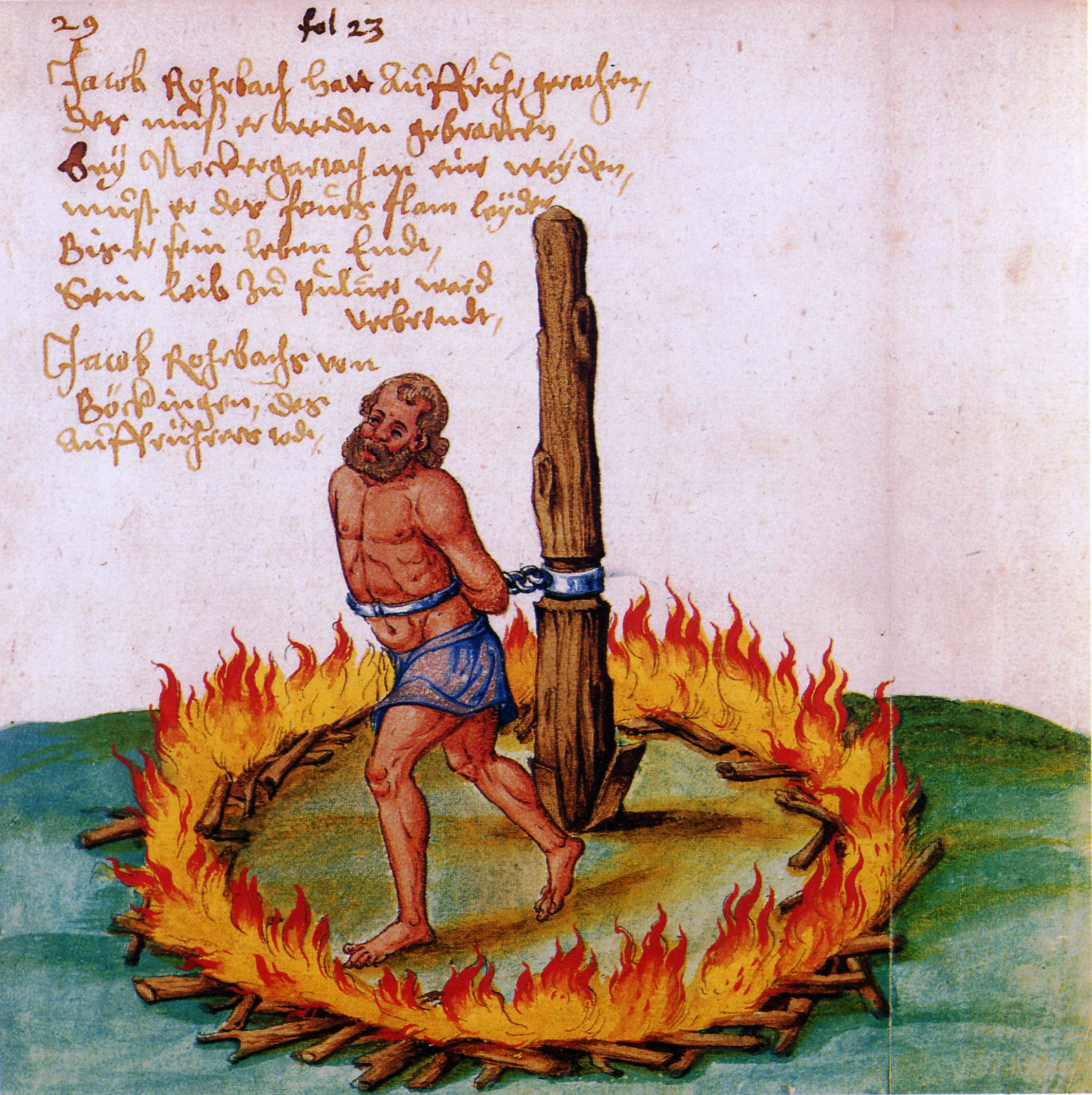
Спалення Якоба Рорбаха, лідера селян під час німецької селянської війни. 1526 рік

### Страти Івана Грозного
Був відомим своїми смертними карами й московський цар Іван Грозний. Одна з його улюблених видів страт — зашити засудженого у ведмедячу шкуру (називалося це «обшити ведведно») і потім зацькувати собаками. Так був страчений новгородський єпископ Леонід. Іноді на людей нацьковували ведмедів (природно, в цьому випадку їх не «обшивали ведведно»). Іван Грозний взагалі любив всякого роду нестандартні страти і страти з «гумором». Дворянина на прізвище Овцин він повісив на одній щаблині з вівцею. Декілька ченців він наказав одного разу прив'язати до бочки з порохом і висадити — нехай, мовляв, вони, подібно до ангелів, відразу летять на небеса.
Лікаря Єлисея Бомбелія за наказом царя страчували так: вивернули з суглобів руки, вивихнули ноги, посікли спину дротяними батогами, потім прив'язали до дерев'яного стовпа і розводили під ним вогонь, нарешті, напівживого відвезли на санях у в'язницю, де він і помер від ран.
Голову іноземного наказу (міністра закордонних справ, сучасною мовою) Івана Михайловича Віськоватого за наказом Грозного прив'язали до стовпа, а потім наближені царя підходили до засудженого і кожен вирізував у нього з тіла шматок м'яса. Один з опричників, Іван Реутов, «невдало» відрізав шматок, внаслідок чого Віськоватий помер. Тоді Грозний звинуватив Реутова в тому, що він зробив це навмисне, щоб скоротити муки Віськоватого і велів стратити його. Але від страти Реутов уберігся, встигнувши захворіти на чуму і померти.
З інших видів екзотичних страт, що застосовував Грозний, було поперемінне обливання засудженого крутим окропом і холодною водою; так був страчений скарбник Микита Фуников-Курцев. Сучасники розповідають, що наприкінці липня 1570 року, коли на Червоній площі в Москві відбулися масові страти, цар наказав у багатьох вирізувати з живої шкіри ремені, а з інших зовсім зняти шкіру і кожному своєму придворному визначив він, коли той повинен померти, і для кожного призначив різний рід смерті: у одних він наказав відрубати праву і ліву руку і ногу, а потім тільки голову, іншим же розрубати живіт, а потім відрубати руки, ноги, голову.
Грозний любив «комбіновані» види страт. Під час страт в Новгороді цар наказував підпалювати людей спеціальним горючим складом («пожежею»), потім обпалених і змучених, їх прив'язували до саней і пускали коней ускач. Тіла волочилися мерзлою землею, залишаючи криваві смуги. Потім їх скидали в річку Волхов з мосту. Разом з цими нещасними до річки везли їх дружин і дітей. Жінкам пов'язували назад руки з ногами, прив'язували до них дітей і теж кидали в студену річку. А там, в човнах плавали опричники, які добивали тих, хто спливав, баграми і сокирами.
Ще один вид страт, що застосовувався при Івані Грозному, — кип'ятіння в рідині. Використовувався він, головним чином, у відношенні до державних зрадників. Засудженого садили в казан, наповнений маслом, вином або водою, втягали його руки в спеціально вмонтовані в казан кільця і ставили казан на вогонь, поступово підігріваючи рідину до кипіння. У середньовічній Німеччині так само розправлялися з фальшивомонетниками. Іншим видом покарання для них, за так званим Любекським правом, було зняття з голови волосся разом з шкірою.

### Страти XX століття
В Ірані в жовтні 1987 стратили трьох осіб шляхом скидання зі скелі. Цей вид смерті їм запропонували на вибір. Альтернативними варіантами були: обезголовлювання або душіння на смерть. Нещасні вибрали стрибок вниз.
У роки радянської агресії в Афганістані афганські партизани піддавали полонених радянських солдатів так званій болісній страті — Червоний тюльпан. Жертву, заздалегідь накачавши наркотиками, підвішували за руки. Потім підрізали шкіру під пахвами навколо тіла і завертали її до поясу. Після того, як дія наркотику минала, жертва або божеволіла або вмирала від болю.

### Страти XXI століття
Штат Алабама стане першим штатом США, де ув’язненого стратять, змусивши його дихати чистим азотом, — про це повідомило  інформаційне агентство Associated Press. Сам по собі азот нешкідливий — він становить 78 % вдихуваного людиною повітря. Однак, якщо обмежити доступ до кисню, азот викличе гіпоксію, яка призведе до смерті. Такий вид страти дозволили в штаті Алабама 2018 року через відсутність препаратів для ін’єкцій. Прихильниками нового методу також виступили штати Оклахома і Міссісіпі. 26 серпня 2023 було визначено першого засудженого, якого позбавлять життя таким методом.
25 січня 2024 року в штаті Алабама стратили за допомогою азоту Кеннета Сміта, засудженого до смертної кари за вбивство. Цю страту було засуджено Євросоюзом.
В 21 столітті страти військовополонених стали пошириним явищем у військових діях.